# João de Albuquerque Maranhão
João de Albuquerque Maranhão (? — 1859) foi um magistrado brasileiro.
Foi presidente da província da Paraíba, de 16 de março a 11 de maio de 1848.